# Glenea flava
Glenea flava là một loài bọ cánh cứng trong họ Cerambycidae.